# Mum and Dad
Pour plus de détails, voir Fiche technique et Distribution.
Mum and Dad est un film d'horreur britannique réalisé par Steven Sheil, sorti en 2008. Écrit par Steven Sheil, le film raconte l'histoire de Lena interprété par Olga Fedori (en), qui joue le rôle d'une immigrée polonaise travaillant comme femme de ménage à l'aéroport d'Heathrow de Londres (Royaume-Uni), avec Birdie (Ainsley Howard) qui l'amène chez elle pour lui faire subir les pires tortures inimaginables. Produit par Soledad Gatti-Pascual, Amanda Martin et Lisa Trnovski, le film a été tourné en anglais au Royaume-Uni et diffusé le 22 août 2008 
au London FrightFest Film Festival (en), puis est sorti en France le 13 septembre 2009.

## Synopsis
Près de l'aéroport d'Heathrow de Londres (Royaume-Uni), Papa (Perry Benson (en)) et maman (Dido Miles (en)) ont adopté deux enfants, Birdie (Ainsley Howard) et Elbie (Toby Alexander) qui ne parle jamais. Papa, Birdie et Elbie travaillent à l'aéroport, où ils volent des objets pour les revendre après. L'aéroport embauche une nouvelle employée de ménage, Lena (Olga Fedori (en)) une immigrée polonaise qui travaille avec Birdie.
Lena lui dit qu'elle a de la famille à Londres mais qu'elle vit toute seule à Hounslow. À la pause déjeuner, ils mangent quelques sandwiches, et Birdie présente Lena à Elbie, son frère adoptif. Lena dit Birdie qu'elle ne s'entend pas avec sa famille qui refuse qu'elle aille à la fac. Birdie dit à Lena que sa famille prend soin d'elle, et qu'ils travaillent trop à l'aéroport.
Birdie vole un lecteur MP3 au bureau. Lena voit quelques cicatrices sur Birdie, et elle lui dit qu'elle a eu ça quand elle avait des problèmes de comportement, mais qu'elle est mieux maintenant.
Au moment de quitter le travail, Birdie s’aperçoit qu'elle a oublié son portable et demande à Lena de lui garder ses affaires. Lena manque son bus, alors Birdie l'invite à venir chez elle, près de l'extrémité de la piste de l'aéroport. Ils passent à travers un trou dans la clôture et entrent dans la maison par la porte arrière. Lena explique combien il est difficile de rester en contact avec sa famille.
Birdie disparaît en haut de l'escalier, et Lena inspecte le tour de la maison, quand papa arrive par derrière et l'assomme, puis lui injecte un paralysant des cordes vocales dans la gorge qui l'empêche de parler et de crier. Lena se réveille attaché dans une pièce. Papa arrive avec maman, qui dit Lena que lorsqu'elle se met en colère, papa s'excite. Lena se calme. Papa crache sur le sol et quitte la pièce. Maman dit à Lena que tant qu'elle est avec elle, Papa ne lui fera pas de mal.
Maman donne à Lena une autre injection, et Lena s'endort. Lena se réveille. Maman lui dit qu'elle voulait une autre fille. Maman scarifie des lignes dans le dos de Lena avec un scalpel. Lena va dans la chambre de torture et vole un couteau.
Le lendemain matin, Birdie, pénètre dans la chambre de Lena et lui dit que c'est Noël. Elles descendent au salon. Papa a acheté à maman une montre. Maman offre une robe à Lena une robe pour Noël et dit à Birdie et Elbie de l'emmener l'essayer. Maman se sent mal qu'elle n'ait pas acheté à papa quoi que ce soit, alors elle chuchote à son oreille qu'il peut avoir Lena pour Noël.
Birdie et Elbie mettent la robe à Lena puis l'attachent au lit, mais avant de sortir de la chambre, Elbie lui détache les menottes. Papa arrive dans la chambre de Lena, et lui dit qu'il a « ça » pour elle, et qu'il est « maman ». Lena poignarde papa avec l'arme qu'elle a volé à la chambre de torture. Elle descend, poursuivie par papa qui s'effondre. Lena poignarde maman, puis pousse Birdie contre le mur, prend le couteau de papa et la poignarde dans l'estomac.
Lena ouvre la porte arrière, mais Birdie l'attaque encore une fois, alors elle l'assomme avec un fer à repasser qu'elle trouve sur le sol et se précipite à l'extérieur. Lena monte au-dessus de la porte arrière, mais tombe et se tord la cheville. Maman et papa se précipitent en boitant et ensanglantés, courant après elle. Lena tombe alors et elle poignarde maman avec un couteau, qu'elle a pris de la maison. Mais maman et papa sont trop faibles pour tuer Lena qui les poignarde à plusieurs reprises. Pendant ce temps, Elbie sort de la maison par la porte d'entrée.

## Fiche technique
- Titre français et original : Mum and Dad
- Réalisation : Steven Sheil
- Scénario : Steven Sheil
- Photographie : Jonathan Bloom (en)
- Direction artistique : Sarah Finlay
- Chef décorateur : Jess Alexander
- Décorateur : Lois Penniston
- Distribution des rôles : Maddy Hinton et Anna Kennedy
- Costumes : Claire Finlay
- Montage : Leo Scott
- Producteur : Soledad Gatti-Pascual, Amanda Martin et Lisa Trnovski
- Société de production : EM Media, Film London[7] et 2am Films
- Société de distribution : Opening, Mad Movies[8]
- Genre : film d'horreur
- Format : HD Couleurs - 1.66 : 1 - 35 mm - son Dolby
- Pays d'origine :  Royaume-Uni
- Langue : Anglais
- Budget : 100 000 £
- Durée : 84 minutes
- Année de production : 2008 (tournage) - 2008 (post-production et finalisation)
- Dates de sortie : 
  -  Royaume-Uni Mum and Dad : 22 août 2008 (London FrightFest Film Festival (en))
  -  Allemagne House Massacre : 23 août 2008 (Fantasy Filmfest (en))
  -  Irlande Mum and Dad : 27 octobre 2008  (Horrorthon Festival Dublin) 
  -  France Mum and Dad : 13 septembre 2009  (L'Étrange Festival)
  -  Hongrie Papás-mamás : avril 2010  (TV premiere)

## Distribution
- Perry Benson (en) : Dad - papa
- Dido Miles (en) : Mum - maman
- Olga Fedori (en) : Lena, la femme de ménage
- Ainsley Howard : Birdie, la fille
- Toby Alexander : Elbie, le fils
- Micaiah Dring : Angela

## Critique et réception
La review aggregator Rotten Tomatoes rapporte le résultat de 78 % négative sur 2 096 critiques interrogés; la note moyenne est de 3,1 / 5.

## Lieux de tournage
Le film a été tourné à aéroport d'Heathrow de Londres et à Nottingham (Nottinghamshire, Royaume-Uni) en seulement 17 jours de tournage.